# Damián Lanza
Damián Lanza (Cuenca, Provincia del Azuay, Ecuador, 10 de abril de 1982) es un exfutbolista ecuatoriano nacionalizado argentino e italiano, tiene familia por parte materna en la Provincia del Chaco en el país austral. Jugaba de guardameta y su último equipo fue Juventud Italiana de la Segunda Categoría de Ecuador. Su padre, Enrique Lanza, fue jugador de Banfield y Los Andes en los años 70 y jugador de Liga de Cuenca y 9 de Octubre en los años 80.

## Trayectoria
Damián Lanza empezó su carrera en Argentina en Independiente hasta la Cuarta División, y tras retornar a Ecuador en el 2002 se unió a las divisiones menores del Club Sport Emelec, club que ese año se coronó campeón de la Serie A de Ecuador, pero Lanza no pudo debutar en la Primera División, ese año jugó en la Sub-20. La siguiente temporada fue prestado al Panamá SC de la Segunda Categoría.
Luego de culminar su préstamo con Panamá, fichó por el Deportivo Cuenca. Su actuación en dicho club fue destacada y fue convocado por Luis Fernando Suárez a la Selección ecuatoriana de fútbol para disputar la Copa América en Perú.
En el 2004 fue campeón y anotó un gol de arco a arco a Liga de Quito.
En el 2006 pasó al Aucas de la ciudad de Quito, y ese año fue parte del plantel de la Selección ecuatoriana que participó en el Mundial Alemania 2006. En el 2007 el Arezzo de la Serie B de Italia se interesó en él y lo contrató para la temporada 2006-2007, debutando el 6 de abril del 2007 frente al Brescia. En septiembre del 2007 pasó al Genoa FC de la Lega Calcio Serie A, ahí no tuvo muchas oportunidades e incluso no fue parte de la plantilla para la temporada 2008-09.
A mediados del 2009 sonó como posible refuerzo de Boca Juniors de Argentina, pero finalmente no se dio esa transacción y se unió al Emelec, dónde aunque no jugó estuvo junto a dos importantes arqueros, Marcelo Elizaga y Javier Klimowicz.
En el 2010 pasó al Olmedo de Riobamba, el 2011 es transferido al Manta FC, el 2012 se une a Barcelona Sporting Club

## Selección nacional
Fue internacional con la Selección de fútbol de Ecuador en 5 ocasiones. Debutó el 13 de julio de 2004 en Piura en la Copa América contra la Selección de México, aunque Ecuador perdió aquel partido 2-1, no recibió goles ya que tapó el segundo tiempo.

### Participaciones enCopas América
| Torneo            | Sede | Resultado      | PJ | GR | VI |
| ----------------- | ---- | -------------- | -- | -- | -- |
| Copa América 2004 | Perú | Fase de grupos | 1  | 0  | 1  |

### Participaciones enCopas del Mundo
| Mundial                  | Sede     | Resultado        | PJ | GR | VI |
| ------------------------ | -------- | ---------------- | -- | -- | -- |
| Mundial de Alemania 2006 | Alemania | Octavos de final | 0  | 0  | 0  |

### Participaciones enEliminatorias al Mundial
| Eliminatoria                           | Sede del Mundial | Posición      | Resultado   | PJ | GR | VI |
| -------------------------------------- | ---------------- | ------------- | ----------- | -- | -- | -- |
| Eliminatorias Mundial de Alemania 2006 | Alemania         | 3°lugar 28pts | Clasificado | 0  | 0  | 0  |

## Clubes
| Club                    | País      | Año         |
| ----------------------- | --------- | ----------- |
| Independiente (juvenil) | Argentina | 2001 - 2002 |
| Emelec                  | Ecuador   | 2002 - 2003 |
| Panamá                  | Ecuador   | 2003 - 2004 |
| Deportivo Cuenca        | Ecuador   | 2004 - 2005 |
| Aucas                   | Ecuador   | 2006        |
| Arezzo                  | Italia    | 2007        |
| Genoa FC                | Italia    | 2007 - 2009 |
| Emelec                  | Ecuador   | 2009        |
| Olmedo                  | Ecuador   | 2010        |
| Manta FC                | Ecuador   | 2011        |
| Barcelona               | Ecuador   | 2012 - 2017 |
| Clan Juvenil            | Ecuador   | 2018        |
| Juventud Italiana       | Ecuador   | 2019 - 2022 |

## Palmarés

### Campeonatos nacionales
| Título              | Club             | País    | Año  |
| ------------------- | ---------------- | ------- | ---- |
| Campeonato Nacional | Emelec           | Ecuador | 2002 |
| Campeonato Nacional | Deportivo Cuenca | Ecuador | 2004 |
| Campeonato Nacional | Barcelona        | Ecuador | 2012 |
| Campeonato Nacional | Barcelona        | Ecuador | 2016 |

Otros logros :
- Subcampeón del Campeonato Ecuatoriano de Fútbol 2014 con Barcelona.

### Campeonatos nacionales amistosos
| Título                     | Club      | País    | Año  |
| -------------------------- | --------- | ------- | ---- |
| Copa Nelson Muñoz          | Barcelona | Ecuador | 2012 |
| Copa Yasuní ITT            | Barcelona | Ecuador | 2012 |
| Copa Nelson Muñoz          | Barcelona | Ecuador | 2013 |
| Copa Sata                  | Barcelona | Ecuador | 2014 |
| Copa del Astillero Europeo | Barcelona | Ecuador | 2014 |
| Copa Prefectura del Guayas | Barcelona | Ecuador | 2014 |
| Copa Banco de Loja         | Barcelona | Ecuador | 2014 |
| Trofeo Hincha Amarillo     | Barcelona | Ecuador | 2015 |
| Copa Nelson Muñoz          | Barcelona | Ecuador | 2016 |

### Campeonatos internacionales amistosos
| Título             | Club      | País    | Año  |
| ------------------ | --------- | ------- | ---- |
| Copa EuroAmericana | Barcelona | Ecuador | 2015 |